# Monte Costa Calda
A Monte Costa Calda hegy Olaszországban, Campania tartományban, a Picentini-hegység része. Campagna és Acerno között fekszik, és a Picentini-hegység Regionális Parkban található.